# 范岗镇
范岗镇，是中华人民共和国安徽省安庆市桐城市下辖的一个乡镇级行政单位。

## 行政区划
范岗镇下辖以下地区：
范岗社区、月山村、新西村、石井铺村、新联村、高黄村、沥岗村、花元村、棋盘岭村、铁铺村、杨安村、合安村、挂镇村、万元村、童铺村、樟枫村、高岗村、晓棚村和联合村。